# Ida Vivado Orsini
Ida Vivado Orsini (* 30. August 1913 in Tacna, Peru; † 23. Oktober 1989) war eine chilenische Pianistin und Komponistin.

## Biographie
Ida Vivado wurde in Peru geboren, ihre Familie ließ sich 1918 in Chile nieder. Im Alter von vier Jahren erhielt sie ersten Klavierunterricht  und studierte später am Conservatorio Nacional de Música in Santiago de Chile, wo sie 1941 ihren Abschluss als Pianistin absolvierte und anschließend als Dozentin für Klavier tätig war.
Von 1944 bis 1948 absolvierte sie Kompositionsstudien bei Domingo Santa Cruz sowie von 1954 bis 1958 bei Fré Focke im Bereich der Neuen Musik und perfektionierte ihr Klavierspiel bei Elcira Castrillón und Alberto Spikin-Howard. Im Jahr 1958 bekam sie ein Stipendium für ein Studium in Italien. Dort spezialisierte sie sich im Bereich der Neuen Musik und der Instrumentierung bei Salvador Candianni. Zu dieser Zeit war ihr Kompositionsstil ausschließlich dodekaphonisch. Manche Klavierwerke wurden von Vivado zu pädagogischen Zwecken komponiert, z. B. die Etüden für Klavier.
In ihrer Komposition La Picaresca für Gesang und Orchester (1974), für die sie auch den Text schrieb, zeigt sich ihr Interesse für die Musikfolklore ihrer Heimat, da folkloristische Rhythmen und Melodien mit modernen Klängen kombiniert werden. Auch der Text deutet auf die Folklore dieser Region Lateinamerikas hin. La Picaresca (Schelmenroman) wurde 1978 uraufgeführt.
Nach ihrem Studienabschluss in Italien kehrte sie nach Chile zurück, arbeitete dort als Komponistin sowie als Dozentin und war außerdem von 1979 bis 1987 Präsidentin im Nationalverein der Komponisten Chiles, Asociación Nacional de Compositores de Chile (ANC).
Parallel dazu war sie weiterhin als Konzertpianistin tätig.
Vivado war 23 Jahre lang mit dem italienischen Maler Marco Bontá bis zu dessen Tod im Jahr 1974 verheiratet.
Ida Vivado starb am 23. Oktober 1989 an einer Herzkrankheit.

## Werke

### Kompositionen
- Tres Poemas y una Canción, für Klavier und Gesang (1949) Text: Alberto Spikin
- Tres Preludios y Tema con Variaciones, für Klavier (1952)
- Suite für Klavier (1955)
- Seis Danzas Antiguas für Klavier (1955)
- Estudios für Klavier (1966)
- Ocho Trozos Klavier für vier Hände (1974)
- Dos Momentos für Klavier (1976)
- Picaresca für Gesang und Orchester (1977) Text: Ida Vivado
- Añoranza für Klavier (1977)
- Series Alternadas für Klavier (1986)

### Schriften
- Alberto Spikin. In: Revista Musical Chilena. XXVI / 118 (April–Juni) 1972. S. 99–100.

## Diskografie
- Musica Chilena Del Siglo XX. Volumen II: Series Alternadas für Klavier (Elvira Savi, Klavier), 1998[5][6]

## Biographische Quellen
- Ida Vivado (1913–1989) – Memoria Chilena, Biblioteca Nacional de Chile.
- Raquel Bustos: Ida Vivado Orsini. In: Revista Musical Chilena, 32(142-), S. 106–112. 1978, Online
- Frederico Heinlein: Dos Compositoras Latinoamericanas. In: el Mercurio, Santiago, vom 2. November 1975.
- Picaresca, obra de mujer para sinfónica. In: el Mercurio, Santiago, vom 25. Juli 1978.
- Samuel Claro, Jorge Urrutia: Historia de la Música en Chile. Editorial Orbe, Santiago 1973, S. 173